# BVP M-80
Der BVP M-80 ist ein geländegängiger, kettengetriebener, amphibischer Schützenpanzer mit ABC-Schutz aus jugoslawischer Produktion.

## Beschreibung
Der M-80 wird oftmals als eine jugoslawische Kopie des russischen Schützenpanzers BMP-1 bezeichnet, allerdings hat der M-80 fünf Laufrollenpaare, der BMP-1 sechs Laufrollenpaare und weist zudem weitere Unterscheidungsmerkmale in der äußeren Gestalt auf.
Ende der 1970er-Jahre wurde seitens der Jugoslawischen Streitkräfte ein Nachfolger für den veralteten Transportpanzer M-60 gefordert. Verhandlungen mit dem französischen Betrieb Hispano-Suiza, die zur gleichen Zeit den Schützenpanzer AMX-10P entwickelte, führten zur Zusammenarbeit. Aus diesem Grund ähneln sich der AMX-10P und der M-80 vom Laufwerk her äußerlich, bis auf den Umstand, dass der M-80 mit seiner flacheren Silhouette mit abgeschrägten Seiten und den kleinen Laufrollen optisch einem BMP 1 gleicht, wobei der Turm wiederum mittig sitzt wie beim französischen Vorbild.

Die verbesserte Version M-80A war mit einem neuen und leistungsfähigeren Motor ausgestattet. Die neueste Version M-80A1, verfügt über eine 30-mm-Maschinenkanone von Hispano-Suiza.

## Kampfeinsätze
Der BVP M-80 wird von der Ukraine im Russisch-Ukrainischen Krieg eingesetzt. Laut dem Oryx-Blog gingen mit Stand Juni 2025 mindestens 16 Fahrzeuge verloren.

## Varianten
- M-80: ursprüngliche Serienversion

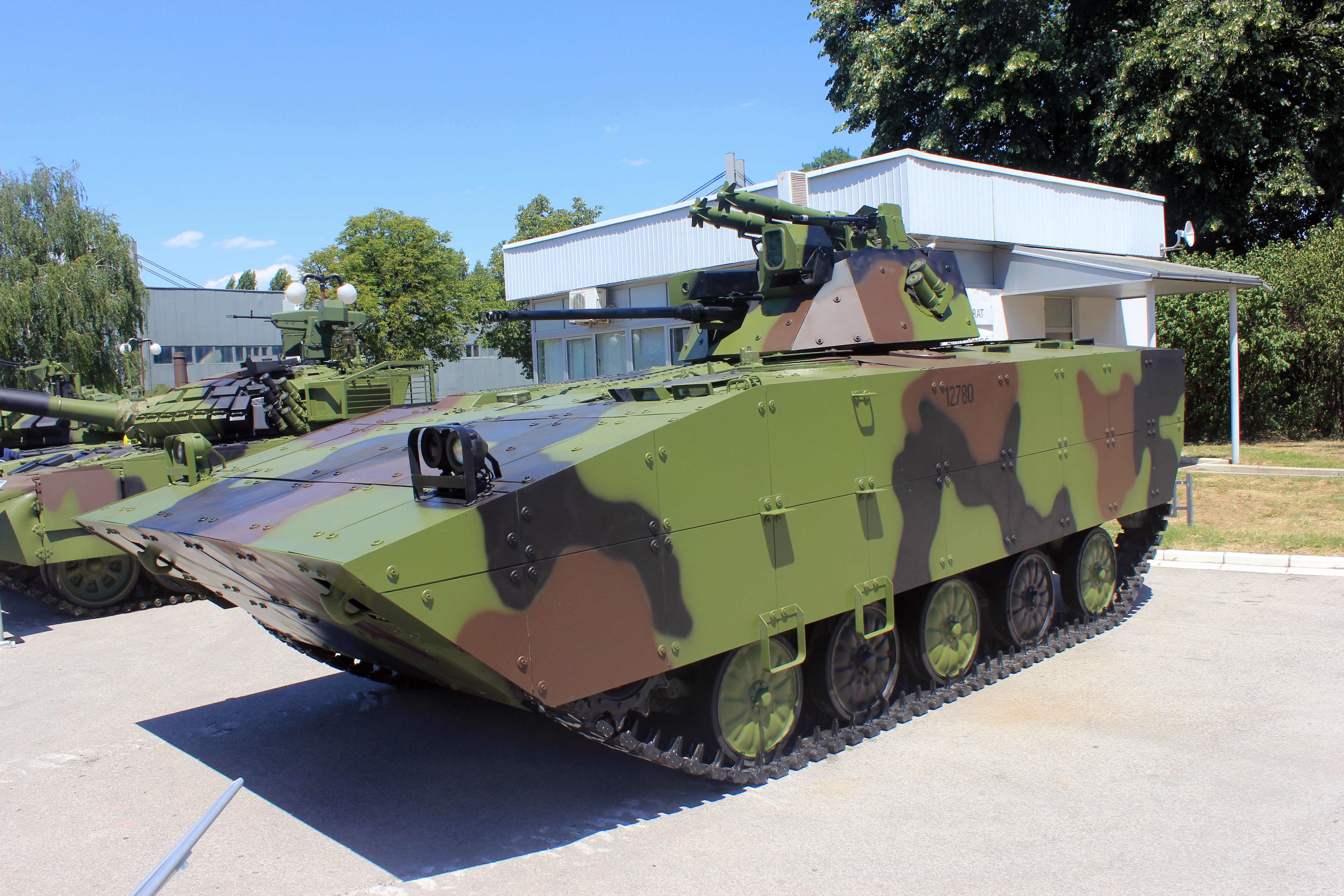
BVP M-80AB1

- M-80A: verbesserte Motorisierung gegenüber dem M-80
- M-80A1: Spähpanzer-Prototyp
- M-80A KC: Kompanie-Kommandoversion mit verbesserter Kommunikationsausrüstung
- M-80A KB: Bataillons-Kommandoversion
- VK-80A: Brigade-Kommandoversion, nur mit einem MG bewaffnet
- M-80A LT: Panzerabwehr-Version mit Lenkraketen-Rampen 9M14 Maljutka
- Sava M-90: Flugabwehrraketenpanzer, ähnlich dem 9K35 Strela-10 (Prototyp)
- SPAT 30/2: FlaK-Panzer
- M-80A Sn: gepanzertes Sanitätsfahrzeug
- MOS: Minenleger
- M-98 Vidra: modernisierter Prototyp (Serbien)
- 9P133 Polo: modernisierter Prototyp (Kroatien)
- M-80AB1: modernste Variante aus Serbien mit verbesserter Panzerung und der neuesten Version der Maljutka-Panzerabwehrraketen.[4] Im Januar 2020 wurde Pläne bekannt gegeben, dass die Fahrzeuge der Version M-80A auf den M-80AB1-Standard kampfwertgesteigert werden sollen.[5]